# Joseph Dittrich

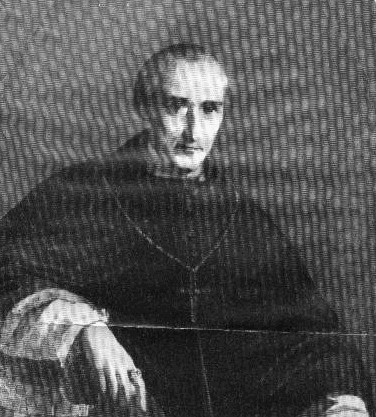
Bischof Joseph Dittrich

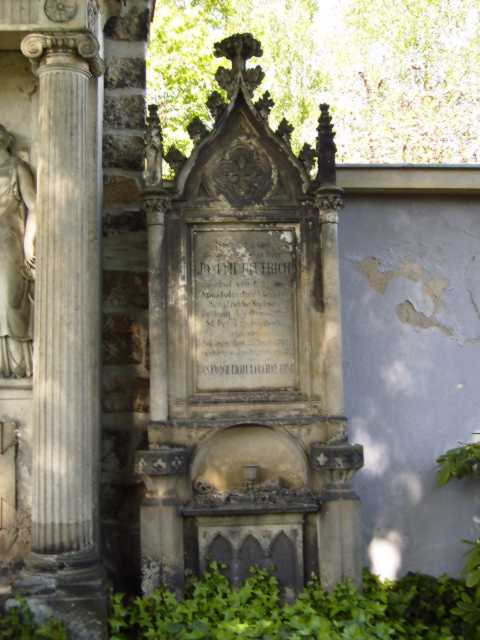
Grabstätte von Joseph Dittrich

Joseph Dittrich (* 25. April 1794 in Marschen, Böhmen; † 5. Oktober 1853 in Dresden) war ein deutscher römisch-katholischer Geistlicher. Ab 1845 war der Dekan des Domstifts zu Bautzen und Apostolischer Präfekt für die Oberlausitz, ab 1846 bis zu seinem Tod zusätzlich Apostolischer Vikar in den sächsischen Erblanden.

## Leben
Joseph Dittrich stammte aus einfachen bäuerlichen Verhältnissen. Zuerst besuchte er die Schule in Mariaschein, danach Gymnasien in Leitmeritz und Prag. Unmittelbar nach dem Schulabschluss studierte er am Leitmeritzer Diözesanseminar Theologie und 1818 wurde er von Bischof Josef Franz Hurdálek zum Priester geweiht. Dittrich wurde dann für weitere Studien nach Wien gesandt, geriet dort aber als Anhänger des Reformtheologen Bernard Bolzano in Konflikt mit den geistlichen Autoritäten, wurde deshalb aus dem Augustinum entlassen und kehrte 1820 nach Böhmen zurück, ohne – wie geplant – den theologischen Doktorgrad zu erwerben. Er war dann vier Jahre als Kaplan in der Pfarrseelsorge des Bistums Leitmeritz tätig.
1824 bekam Dittrich von Bischof Ignaz Bernhard Mauermann eine Stelle in Sachsen angeboten. Zuerst war er drei Jahre als Schuldirektor in Leipzig tätig, wobei er nebenbei auch seinen geistlichen Beruf in der dortigen Gemeinde ausübte. Wegen seiner Erfolge wurde Dittrich dann 1827 in die Hauptstadt Dresden berufen, um auch dort das katholische Schulwesen zu reorganisieren. 1831 wurde er als Nachfolger Ignaz Mauermanns zum Hofprediger ernannt. Von 1833 an war er zudem der Religionslehrer der sächsischen Prinzen und Prinzessinnen. Neben seiner Tätigkeit am Hof engagierte sich Dittrich vor allem in der Diasporaseelsorge. Er war in den 1830er Jahren maßgeblich daran beteiligt, als Missionsgottesdienste für die in den sächsischen Erblanden sehr verstreut lebenden Katholiken eingeführt wurden.
Am 28. Mai 1844 wurde Dittrich in das Bautzener Domkapitel St. Petri gewählt und kaum ein Jahr später wurde er nach dem Tod von Matthäus Kutschank am 20. Februar 1845 dessen Dekan. Als solcher gehörte er der I. Kammer des Sächsischen Landtags an. Als Apostolischer Präfekt für die Lausitzen konnte Dittrich nicht mehr am Dresdner Hof wirken und König Friedrich August II. entband ihn von seinen Pflichten, ohne ihm den Titel des Hofpredigers zu entziehen. Als der Apostolische Vikar für Sachsen, Franz Laurenz Mauermann, im Oktober 1845 starb, setzte sich der König bei Papst Gregor XVI. für Dittrich als Nachfolger ein. Der Papst entsprach diesem Wunsch am 20. April 1846 und ernannte Dittrich zusätzlich zum Titularbischof von Corycus. Die Bischofsweihe spendete ihm Erzbischof Alois Joseph Schrenck von Notzing am 10. Mai desselben Jahres in Prag. Mitkonsekratoren waren der Leitmeritzer Bischof Augustin I. Bartolomäus Hille und der Prager Weihbischof František Vilém Tippmann. Wie der Bautzener Kanoniker Franz Prihonsky stand auch Joseph Dittrich während der 1820er und 1830er Jahre im Briefwechsel mit Bernard Bolzano. Zu dieser Zeit war das geistige Klima am Kapitel St. Petri von Bolzanos reformtheologischen Ansichten und dem Bemühen um gutes Einvernehmen zwischen Sorben und Deutschen geprägt.
Während seiner Amtszeit als Präfekt und Bischofsvikar war Dittrich weiterhin besonders um die Förderung des katholischen Schulwesens bemüht. Für die sorbischen Schüler ließ er mehrere Bücher übersetzen oder neu abfassen, u. a. einen Katechismus, eine biblische Geschichte und eine Fibel. Dazu kam ein sorbisches Gebetbuch für die Erwachsenen. Im Ringen mit den Behörden und der widerstrebenden protestantischen Mehrheitsbevölkerung gelang es ihm mühsam, das katholische Schulnetz in Sachsen zu erweitern. So war z. B. die katholische Schule in Reichenau bei Zittau eine seiner Gründungen. Um dem Lehrermangel abzuhelfen, gründete er in Bautzen das katholische Lehrerseminar, in dessen Finanzierung er einen großen Teil seines nicht besonders großen Vermögens steckte. Bischof Dittrich konnte in seiner Amtszeit zwei wichtige Kirchenbauten auf den Weg bringen, zum einen die Trinitatiskirche in Leipzig, welche die erste katholische Kirche der Messestadt war, zum anderen die neue Pfarrkirche der Dresdener Neustadt.
1848 nahm Dittrich an der Würzburger Bischofskonferenz teil. 1849 regelte er das Verhältnis der Lausitzer Präfektur mit dem bedeutenden Zisterzienserinnenkloster St. Marienstern bei Kamenz neu. In einem von ihm ausgearbeiteten Vertrag setzte er die bischöflichen Jurisdiktionsrechte in den Patronatspfarreien des Klosters durch.
Dittrich starb am 5. Oktober 1853 und wurde auf dem Alten Katholischen Friedhof in Dresden-Friedrichstadt beerdigt.

## Ehrungen
Für seine Verdienste wurde Dittrich mit der Ernennung zum Komtur des königlich sächsischen Zivilverdienstordens geehrt.